# Stanwick (Northamptonshire)
Pour les articles homonymes, voir Stanwick.
Stanwick est une paroisse civile et un village du Northamptonshire, en Angleterre.